# Прямой Ускат

Прямой Ускат — река в России, протекает в Кемеровской области. Вместе с Кривым Ускатом образует реку Ускат в 43 км от её устья. Длина реки составляет 34 км. Притоки — Тугай, Калзагай, Чикманчиха.

## Данные водного реестра
По данным государственного водного реестра России относится к Верхнеобскому бассейновому округу, водохозяйственный участок реки — Томь от города Новокузнецк до города Кемерово, речной подбассейн реки — Томь. Речной бассейн реки — (Верхняя) Обь до впадения Иртыша.